# اندیس دره بیات
دره بیات یک اندیس فلزی است که در حوالی شهر ملایر استان همدان قرار دارد و مادهٔ معدنی موجود در آن، سرب و روی است.  